# Prisioneros de la tierra
Prisioneros de la tierra es una película argentina dramática en blanco y negro de 1939 dirigida por Mario Soffici y protagonizada por Francisco Petrone y Ángel Magaña. Fue escrita por Ulyses Petit de Murat y Darío Quiroga, sobre varios cuentos de Horacio Quiroga. La historia se centra en la explotación de los trabajadores de la yerba mate en la provincia argentina de Misiones. La película es una de las más celebradas de la Época de Oro del cine argentino y consagró a Sóffici como autor de cine social, siendo considerada como "el primer film de lo que después se va a llamar cine latinoamericano de denuncia".
Estrenado el 17 de agosto de 1939, fue premiado por la Municipalidad de Buenos Aires como mejor film del año. Prisioneros de la tierra fue seleccionada como la mejor película del cine argentino de todos los tiempos en las encuestas realizadas por el Museo del Cine Pablo Ducrós Hicken en 1977 y 1984, mientras que ocupó el puesto 6 en la edición de 2000. En una nueva versión de la encuesta organizada en 2022 por las revistas especializadas La vida útil, Taipei y La tierra quema, presentada en el Festival Internacional de Cine de Mar del Plata, la película alcanzó el puesto 19.

## Argumento resumido
Se narra la explotación semiesclava de los trabajadores de la yerba mate, los mensús, en Misiones. El conflicto principal se presenta entre Köhner (Francisco Petrone), capanga o capataz de un yerbatal en Misiones, y el mensú interpretado por Ángel Magaña. El film está ambientado en 1915 y comienza con el reclutamiento de trabajadores para el yerbal, en Posadas, utilizando engaños para seducir y endeudar a los mensúes. En el viaje en barco hacia el yerbatal, el mensú y la hija del médico simpatizan. La película finaliza trágicamente, con un violento enfrentamiento entre los mensúes y las autoridades del establecimiento.

## Reparto
- Francisco Petrone
- Ángel Magaña
- Roberto Fugazot
- Raúl De Lange
- Elisa Gálvez
- Homero Cárpena
- Pepito Petray
- Manuel Villoldo
- Félix Tortorelli
- Ulderico Camorino
- Agustín Barbosa
- Isabel Figlioli
- Guillong

## Producción
El guion fue inicialmente preparado por Darío Quiroga, hijo del conocido escritor uruguayo radicado en Misiones Horacio Quiroga. La idea de realizar la película fue de José Gola, por entonces simpatizante del grupo radical FORJA, quien le propuso el proyecto a Sóffici, también cercano a FORJA. José Gola iba a tener el papel principal en el filme pero cuando se iniciaba el rodaje enfermó gravemente en Misiones y debió ser reemplazado por Ángel Magaña.